# Авґуст Циргоффер
Авґуст Циргоффер (August Karol Zierhoffer; 23 лютого 1893, Вишнівчик (Теребовлянський район) — 22 лютого 1969, Познань) — польський географ та геолог, професор Познанського університету.
У науковій роботі займався фізичною географією, а також економічною географією та осадництвом. Він розробив нові методологічні концепції в географічних дослідженнях. Опублікував загалом понад 220 наукових праць.
Працював на факультеті математики та природничих наук Університету Яна Казімежа у Львові, у 1927 був габілітований та став професором у коледжі зовнішньої торгівлі у Львові; 1932—1933 рр. був ректором цього університету. У 1932 р. знову налагодив співпрацю з Ягеллонським університетом, займав посаду голови кафедри географії після Еугеніуша Ромера. Він був професором університету з 1933 р. В червні / липні 1939 р. був обраний останнім деканом факультету математики та природничих наук Львівського університету під час Другої Польської Республіки.